# 蜜愛莉諾柏木
《MIELINO柏木》（日语：ミエリーノ柏木），是日本東京電視台自2013年1月11日起至3月29日，每週五晚上24:52 - 25:23播出的電視劇，由AKB48成員柏木由紀主演。

## 概要
是柏木由紀首次主演的電視劇。本劇採用冠名方式（柏木）命名，在電視劇中較為少見。身為企劃及原作的秋元康，表示本作的部分意圖是為了讓柏木學習「戀愛是什麼?」。
秋元康在劇中亦有演出，打手機電話約柏木到室外，談論一些關於戀愛方面的話語。

## 劇情
咖啡店的員工柏木擁有一項超能力，如果她的手接觸其他人的身體，便可預見其人最近的未來，然而柏木自己卻是個不擅愛情的「戀愛音痴」。
柏木所工作的咖啡店，實際上也是一間「分手屋」，接受各人的委託，協助委託人妥善處理分手。柏木也在其中，看見了各種男女的戀愛模樣，意識到戀愛的本質，而獲得成長。

## 登場人物

### 主要人物
柏木 - 柏木由紀（AKB48）
咖啡店員工之一。有著以自己的手接觸他人，就可以見到他人最近未來的超能力。也是個對愛情相當笨拙的「戀愛音痴」。
佐野 - 佐野史郎
以另經營「協助分手」的咖啡店老闆。
今野 - 今野浩喜（喜劇天王）
咖啡店員工之一，協助佐野的事務。暱稱為「阿今」。

### 其他
秋元康（本人飾演） - 秋元康（第1話 - 第4話、第7話 - ）
女子高生 - 樋口柚子（第3話 - ）

#### 第1話
加藤淳一 (32) - 加藤虎之介
遠藤由美 (28) - 入山法子
内藤 - 大河内浩
公寓之女 - 竹内希實
公司之女 - 松崎映子

#### 第2話
田村伸治 (30) - 伊東孝明（第3話）
A子 (25) - 三宅麻祐子（第3話）
B子 (26) - 岩下屋根
田村之妻 - 櫻井千壽
B子之夫 - 渡邉邦彦

#### 第3話
森田雅子 (28) - 月船莎拉拉（第5話）
玉木修 (26) - 遠藤要
石黑 - 濱田學（第5話）

#### 第4話
夏目由美 (23) - 平田薫（第5話）
齊藤誠 (28) - 平田裕一郎

#### 第5話
富永愛（本人飾演） - 富永爱
羽鳥亮 - 山中崇

#### 第6 - 7話
田中 (40) - 田中美里（第9話）
松尾 (37) - 松尾諭（第9話）
瞳 (45) - 高橋瞳（第9話）

#### 第8 - 9話
淺利陽介（本人飾演） - 淺利陽介（第10 - 11話）
薰 (25) - 平田薰（第10 - 11話）
田代 - 田代沙耶加（第10話）
酒吧客人 - 濱田學（第8話）
A男 - 山中崇（第9話）
B男 - 高橋健一（喜劇天王）（第9話）

#### 第10 - 11話
大杉 - 大杉漣（第9話）（青年期：大塚廣田）
美穗里 - 富永愛
珍妮 - Jennifer Ninyouki

### 談話來賓
劇中幾集會出現與主要人物對談的談話來賓登場。
秋元康（第1話 - 第4話）　
佐藤由佳（第5話）
中川雅也（第6話）　

## 工作人員
- 企畫、原作 - 秋元康
- 腳本、導演 - 高富秀太
- 主題曲 - 柏木由紀「草莓小蛋糕」（YukiRing）
- 插曲 - 柏木由紀「即使如此也不流淚」（それでも泣かない）（YukiRing）
- 製作人 - 大和健太郎、合田知弘、木下俊
- 聯合製作人 - 熊谷隆宏
- 線製作人 - 須永裕之
- 助理製作人 - 日暮奈奈美、矢吹健一、灘村滿理
- 副導演 - 桑島憲司、逢坂元、山田卓司、松浦健志
- 執行製作 - 細谷光
- 攝影 - 中村純
- 照明 - 渡邊良平
- 美術 - 庄島毅、松本良二
- 裝飾 - 松本吉正
- 錄音 - 奧雅人、佐藤靜香
- 衣裝 - 宮下若菜
- 化妝 - 小林真理子、松本美奈
- スチール - 藤田匡
- 節目 - 波戶ゆかり
- 宣傳 - 荒井正和
- 移動手機首頁製作 - 濱野洋平、中丸由貴
- 制作 - 東京電視台、いまじん
- 製作著作 - 「蜜愛莉諾柏木」製作委員會

## 播出局、放送時間
| 放送地域   | 放送局       | 系列                      | 放送期間        | 放送日時           | 備考     |
| ---------- | ------------ | ------------------------- | --------------- | ------------------ | -------- |
| 關東廣域圈 | 東京電視台   | 東京電視台系列            | 2013年1月11日 - | 金曜 24:52 - 25:23 | 制作局   |
| 大阪府     | 大阪電視台   | 東京電視台系列            | 2013年1月11日 - | 金曜 24:52 - 25:23 | 同時播出 |
| 福岡縣     | TVQ九州放送  | 東京電視台系列            | 2013年1月11日 - | 金曜 24:52 - 25:23 | 同時播出 |
| 愛知縣     | 愛知電視台   | 東京電視台系列            | 2013年1月20日 - | 日曜 24:35 - 25:05 | 慢9日    |
| 和歌山縣   | 和歌山電視台 | 獨立局                    | 2013年1月23日 - | 水曜 24:05 - 24:35 | 慢12日   |
| 北海道     | 北海道電視台 | 東京電視網系列            | 2013年1月24日 - | 木曜 25:35 - 26:05 | 慢13日   |
| 鹿兒島縣   | 南日本放送   | TBS系列                   | 2013年1月28日 - | 月曜 24:10 - 24:45 | 慢17日   |
| 廣島縣     | 新廣島電視台 | 富士電視台系列            | 2013年2月8日 -  | 金曜 25:35 - 26:05 | 慢28日   |
| 日本全域   | BS JAPAN     | 東京電視台系列 BS數位放送 | 2013年4月7日 -  | 日曜 24:05 - 24:35 | 慢86日   |

| 各話                                                                     | 播出日        | 收视率 |
| ------------------------------------------------------------------------ | ------------- | ------ |
| Chapter.1                                                                | 2013年1月12日 | 2.2%   |
| Chapter.2                                                                | 2013年1月19日 | 2.2%   |
| Chapter.3                                                                | 2013年1月26日 | 2.6%   |
| Chapter.4                                                                | 2013年2月02日 | 2.4%   |
| Chapter.5                                                                | 2013年2月09日 | 2.4%   |
| Chapter.6                                                                | 2013年2月16日 | 3.1%   |
| Chapter.7                                                                | 2013年2月23日 | 1.3%   |
| Chapter.8                                                                | 2013年3月02日 | 2.2%   |
| Chapter.9                                                                | 2013年3月09日 | 1.9%   |
| Chapter.10                                                               | 2013年3月16日 | 1.9%   |
| Chapter.11                                                               | 2013年3月23日 | 2.3%   |
| Chapter.12                                                               | 2013年3月30日 | 1.9%   |
| 平均收视率 2.2% （收视率由Video Research调查，关东地区全年龄段实时收视） |               |        |

## 漫畫作品
- 「週刊YOUNG JUMP」（2013年第7號 - 、集英社）已刊1巻
  - 企畫、原作：秋元康 / 演出、腳本：タカハタ秀太 / 漫畫：大谷紀子 / 協力：「蜜愛莉諾柏木」製作委員會

1. 2013年3月29日發售 ISBN 978-4-08-879589-8

## 電視節目的變遷
| 日本東京電視台 週五24:52至25:23        | 日本東京電視台 週五24:52至25:23          | 日本東京電視台 週五24:52至25:23 |
| -------------------------------------- | ---------------------------------------- | ------------------------------- |
|                                        | 蜜愛莉諾柏木 （2013.01.11 - 2013.03.29） |                                 |
| 道士美少女 （2012.10.23 - 2012.12.25） | 吸血鬼天堂 （2013.04.12 - ）             |                                 |

## 外部連結
- ミエリーノ柏木 - 東京電視台 （页面存档备份，存于） （日語）
- ミエリーノ柏木 - 週刊YOUNG JUMP （日語）